# Dům Maltézský kříž
Hrázděný dům Maltézský kříž, dříve znám jako Bey Zeroni, později Maltheserkreuz, stojí v centru lázeňské části Karlových Varů v městské památkové zóně na Staré louce č. 334/50. Postaven byl ve stylu baroka v roce 1706.

## Historie
Dům pochází z roku 1706. V polovině 18. století byl znám pod jménem Bey Zeroni. Jeho držitelem byl měšťan a kupec Peter Anton Cerone z Milánského vévodství.
V roce 1782 zakoupil dům pražský knihtiskař Jan Nepomuk Ferdinand ze Schönfeldu. Otevřel zde svoji pobočku, která byla první tiskárnou v Karlových Varech.
Později, v roce 1788 získal objekt karlovarský lékárník Johann Becher a pravděpodobně v této souvislosti dostal dům jméno Maltheserkreuz. V roce 1789 nastoupil do tiskárny jako faktor 19letý sazeč Franz Franieck, který časem převzal její vedení. Roku 1795 zde začal vydávat tzv. Kurlisty.
Počátkem 19. století přešel dům do vlastnictví známé cínařské rodiny Heilingötterů.

## Ze současnosti
V roce 2014 byl dům uveden v Programu regenerace Městské památkové zóny Karlovy Vary 2014–2024 v části II. (tabulková část 1–5 Přehledy) v seznamu Památkově hodnotných objektů na území MPZ Karlovy Vary a jejich aktuální stav s vyjádřením „vyhovující“.
V současnosti (květen 2021) je evidován jako stavba ubytovacího zařízení v soukromém vlastnictví.

## Popis
Řadový čtyřpodlažní barokní dům s obytným podkrovím se nachází v historické části města na Staré louce č. 334/50. 
Vnější podoba domu pochází z přestavby v roce 1849 podle projektu Georga Fülly. Okenní otvory byly doplněny o štukové pasparty s přímými nadokenními římsami. Při další rekonstrukci byly navráceny typické žaluziové okenice. Přesahující patra jsou oddělena římsami, což naznačuje, že průčelní stěny jsou hrázděné. Římsa spodního prahu hrázděné konstrukce byla bohatě profilovaná. Hrázděné konstrukce jsou též uvnitř objektu. Najdeme zde i vzácně dochované klasicistní nástěnné malby, které jsou částečně odhalené a restaurované. Co se týče dispozice objektu, jde o klasické barokní řešení příčného trojtraktu se schodištěm v zadní části. V domě se dochovalo i typické klasicistní dřevěné zábradlí složené z jednotlivých tyček s koulí uprostřed.

## Zajímavost
Dům Maltézský kříž je nejstarším dochovaným barokním hrázděným domem v Karlových Varech.